# Hypogée de Piagge
L'Hypogée de Piagge (en italien : Ipogeo di Piagge ou Grotta Ipogea) est un site archéologique située dans la commune de Terre Roveresche, province de Pesaro et d'Urbino dans la région des Marches,.
L'hypogée se trouve à proximité de l'entrée médiévale du château de Piagge.

## Description

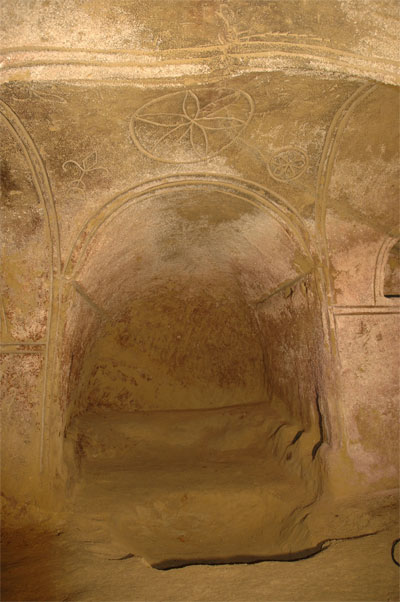
La tombe secrète.

Cet environnement souterrain, d'intérêt historique et anthropologique, est structuré de manière symétrique sur un plan cruciforme et l'on retrouve des motifs géométriques tant dans les murs que dans les voûtes. Entièrement construite par l'homme ou comme réadaptation de cavités naturelles, elle mesure 12 m de long sur 2 m de large. À Piagge, le nom commun est celui de Tomba segreta (tombeau secret), peut-être parce qu'il se situe au pied du château. 
« En descendant un escalier creusé dans le tuf » - dit la carte traditionnelle - « qui appartenait probablement à l'ancienne entrée des murs du château, on pénètre dans un environnement souterrain original, une sorte de tombeau, ou de grotte d'ermite ou de refuge ».
L'agencement des lieux, le plan et les représentations ont permis d'émettre l'hypothèse que sa fonction était d'accueillir des rites d'initiation d'ordres chevaleresques ou des rites ésotériques.

## Salle d'exposition
L'hypogée a été ouvert au public le 2 septembre 2016, vingt ans après sa découverte en 1996, et après environ quatre ans de travaux pour la sécurité et la restauration de la salle d'entrée de la grotte, dans laquelle se déroulent des expositions de toutes sortes.

## Galerie

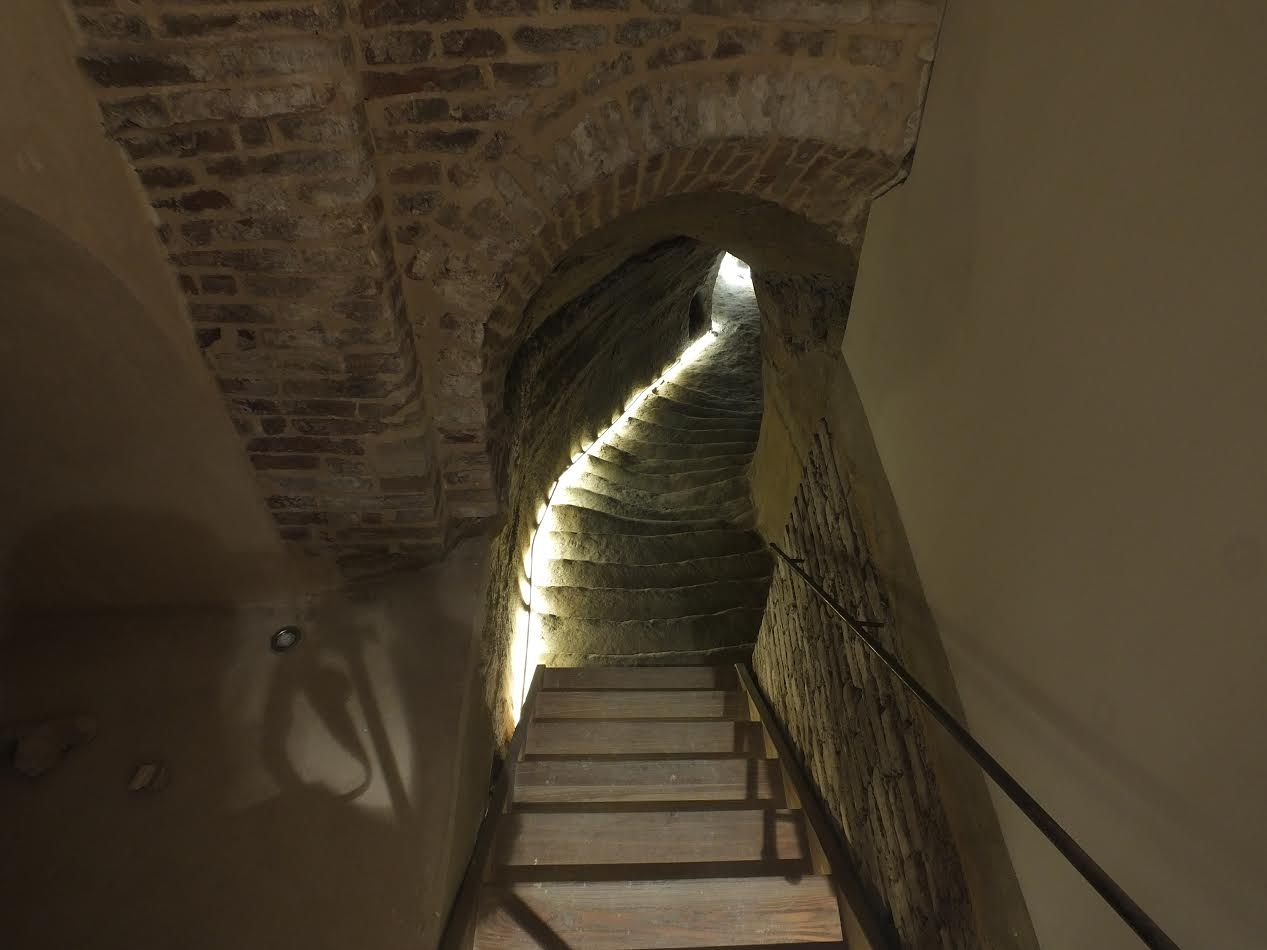
Accès à la grotte.
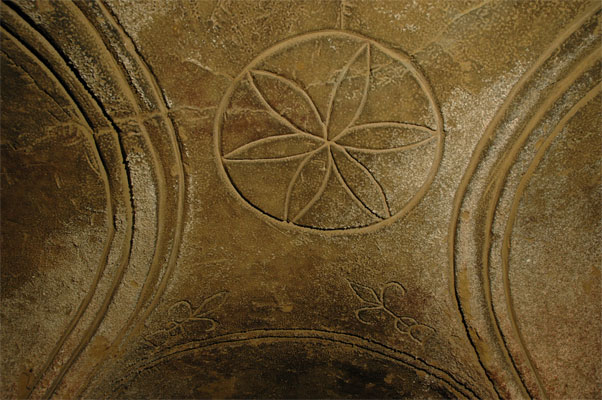
Détail d'un motif décoratif.
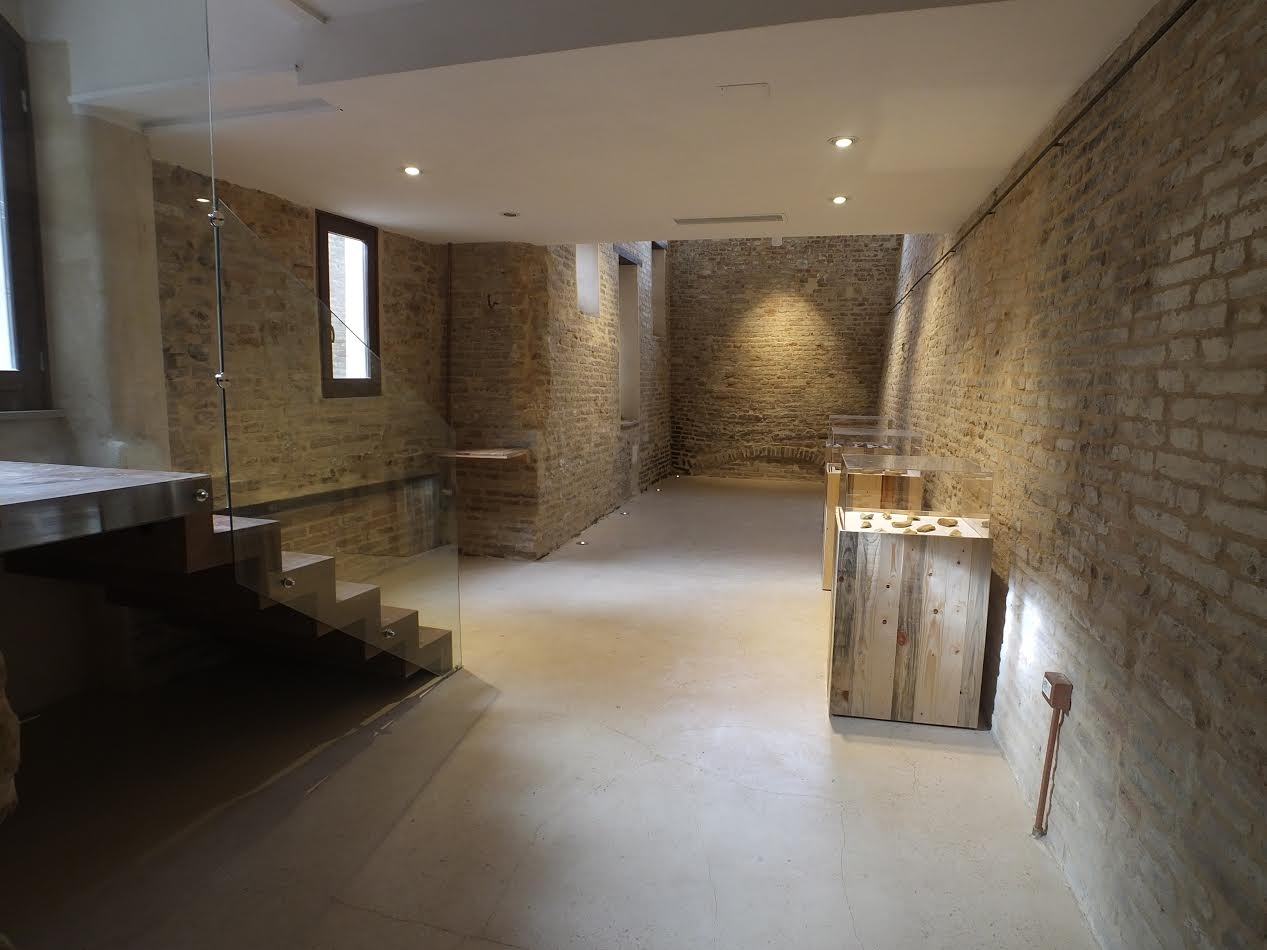
Salle d'exposition à l'entrée de la grotte.